# Прадехон
Прадехон (ісп. Pradejón) — муніципалітет в Іспанії, у складі автономної спільноти Ла-Ріоха. Населення — 3982 осіб (2009).
Муніципалітет розташований на відстані близько 250 км на північний схід від Мадрида, 33 км на південний схід від Логроньйо.

## Демографія
Динаміка населення (INE ):

## Галерея зображень

Розташування муніципалітету